# Liste der Baudenkmäler in Putzbrunn
Auf dieser Seite sind die Baudenkmäler in der oberbayerischen Gemeinde Putzbrunn zusammengestellt. Diese Tabelle ist eine Teilliste der Liste der Baudenkmäler in Bayern. Grundlage ist die Bayerische Denkmalliste, die auf Basis des Bayerischen Denkmalschutzgesetzes vom 1. Oktober 1973 erstmals erstellt wurde und seither durch das Bayerische Landesamt für Denkmalpflege geführt wird. Die folgenden Angaben ersetzen nicht die rechtsverbindliche Auskunft der Denkmalschutzbehörde.
 Die Liste gibt den Fortschreibungsstand vom 23. Februar 2017 wieder und umfasst vier Baudenkmäler.

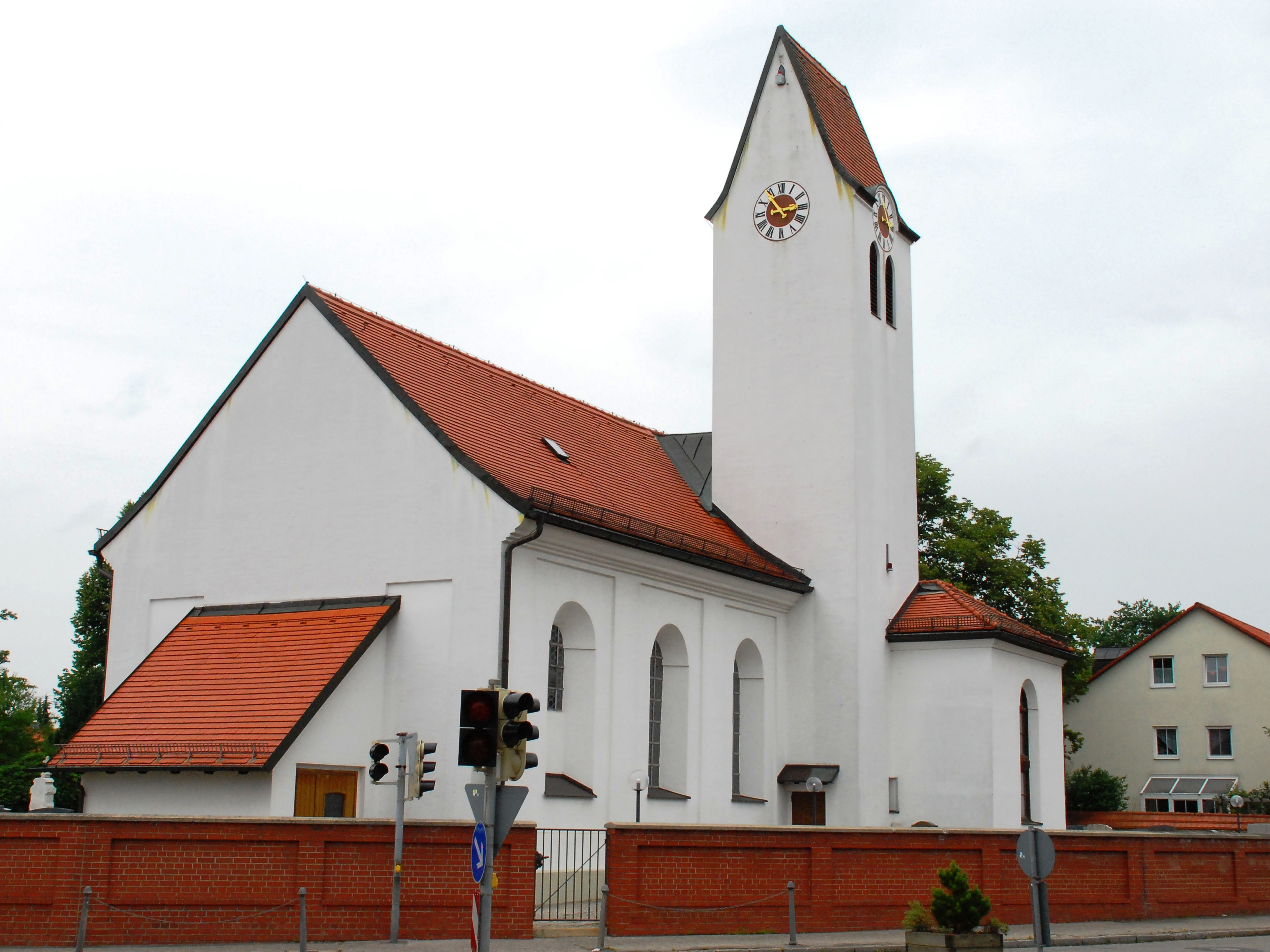
St. Stephan in Putzbrunn

## Baudenkmäler nach Ortsteilen

### Putzbrunn
| Lage                      | Objekt                              | Beschreibung | Akten-Nr.    | Bild           |
| ------------------------- | ----------------------------------- | --- | ------------ | -------------- |
| Glonner Straße (Standort) | Katholische Pfarrkirche St. Stephan | barocker Saalbau mit eingezogenem Polygonalchor, Lisenengliederung sowie Chorflankenturm und angefügter Sakristei, erbaut 1723/25, mit Ausstattung. | D-1-84-140-1 | weitere Bilder |

### Oedenstockach
| Lage                     | Objekt                       | Beschreibung | Akten-Nr.    | Bild           |
| ------------------------ | ---------------------------- | --- | ------------ | -------------- |
| Kapellenplatz (Standort) | Katholische Kapelle St. Anna | schlichter einschiffiger Bau mit leicht eingezogener Apsis, 19. Jahrhundert, im Kern wohl älter, und hölzernem Turm des 20. Jahrhunderts, mit Ausstattung. | D-1-84-140-3 | weitere Bilder |
| Kapellenplatz (Standort) | Wasserturm                   | Rechteckiger Massivbau mit Mansarddach und gleichzeitigen Anbauten, um 1905.                                                                               | D-1-84-140-4 | weitere Bilder |

### Solalinden
| Lage                              | Objekt     | Beschreibung                                                                                                 | Akten-Nr.    | Bild           |
| --------------------------------- | ---------- | --- | ------------ | -------------- |
| Kirchtruderinger Weg 4 (Standort) | Wegkapelle | Kleiner Putzbau mit gerade schließendem Chor und weitem Vordach, wohl noch 18. Jahrhundert, mit Ausstattung. | D-1-84-140-5 | weitere Bilder |

## Abgegangene Baudenkmäler
In diesem Abschnitt sind Objekte aufgeführt, die früher einmal in der Denkmalliste eingetragen waren, jetzt aber nicht mehr existieren, z. B. weil sie abgebrochen wurden. Aktennummern in diesem Abschnitt sind ehemalige, jetzt nicht mehr gültige Aktennummern. 

| Lage                                   | Objekt          | Beschreibung | Akten-Nr.        | Bild |
| -------------------------------------- | --------------- | --- | ---------------- | ---- |
| Putzbrunn Glonner Straße 25 (Standort) | Kleinbauernhaus | Erdgeschossig, mit mittelsteilem Satteldach und Glattputz-Fensterbändern, erstes Drittel bis erste Hälfte 19. Jahrhundert. | D-1-84-140-2 (?) | BW   |